# Eupithecia angustipunctaria
Eupithecia angustipunctaria là một loài bướm đêm trong họ Geometridae.